# Droszdovszky Antal
Droszdovszky Antal (latinos névváltozatán Antonius Droszdovszky; 17–18. század – ?, 1780) magyar költő, jegyző.

## Élete és munkássága
Droszdovszky Antal születésének pontos dátuma és helye nem ismert. 1767-ben Nagyszombat [Tyrnaviae] városában, az akadémiai nyomdában [Typ. Acad.] jelentette meg első kötetét latin nyelven, amelyet a következő cím alatt adott ki: Carmen eucharisticum excell. ill. ac rev. dno Ignatio Koller de Nagy-mánya, episcopo Weszprimiensi… dum diem onomasticum… celebraret, humillima veneratione oblatum. Egy évvel később, 1768-ban nyilvánosan megvédte címét Sermones ad populum Romanum habiti: auditoribus oblati dum assertiones theologicas De angelis… című munkájával Csapodi Lajos (1729–1801) jezsuita szerzetes, püspök, valamint Roth Károly (1721–1785) jezsuita szerzetes, tanár elnöklete alatt. Droszdovszky életének későbbi szakaszában, egészen haláláig szentszéki jegyzőként tevékenykedett. Végrendeletét Veszprémben írta meg, majd 1780-ban elhunyt. Elhalálozásának helye ismeretlen.